# Pilpa
Pilpa – wieś w Estonii, prowincji Valga, w gminie Helme.